# Кадетський Гай (струмок)
Каде́тський Гай — струмок у Києві, в місцевості Першотравневий масив, права притока Либеді.

## Опис
Протяжність струмка — близько 2,2 км.
Починається на Першотравневому масиві, неподалік від Севастопольської площі, протікає вздовж парного боку Чоколівського бульвару. Далі тече в улоговині вздовж Єреванської вулиці, в районі середини вулиці Генерала Воробйова різко повертає на північ, протікає під сквером між вулицями Козицького і Генерала Воробйова та впадає у Либідь на території вагонного депо «Київ-Пасажирський». Повністю взятий у колектор під час будівництва Першотравневого масиву. Гирлова ділянка взята у колектор ще при побудові залізниці на межі 1860-1870-х років. Решта - наприкінці 1950-х років.